# Fogou von Porthmeor
 Das Fogou von Porthmeor liegt bei Zennor in Cornwall in England neben dem Rundhaus der eisenzeitlichen Siedlung von Porthmeor, die wenigstens acht Häuser und vier Häuser mit Innenhof umfasst. 
Porthmeor ist neben Bosporthennis das einzige erhaltene Fogou, das komplett oberirdisch angelegt wurde. Das Fogou von Lower Boscaswell wurde halbunterirdisch errichtet. Die ursprünglich überdachte, mit Stürzen versehene, mit einem Kraggewölbe und einem Erdhügel bedeckte Struktur von Porthmeor ist ihrer oberen Teile beraubt und zeigt sich heute als seitlich mit Trockenmauerwerk versehener, gekrümmter Graben. Bei Souterrains wird grundsätzlich zwischen „rock-cut“, „earth-cut“, „stone built“ und „mixed“ Souterrains unterschieden.
Das Fogou ist etwa 13 m lang und 2,0 m breit. Die Wände sind maximal 1,36 m hoch. Es hat auf zwei Drittel seiner Länge eine Drainage. Es ist insofern ungewöhnlich, als es offenbar keine Schlupfe hat. Allerdings weisen beide Enden des Ganges Unterbrechungen der Wand auf, die nahelegen, dass der Gang hier früher abknickte und länger war. 